# Сунженская линия

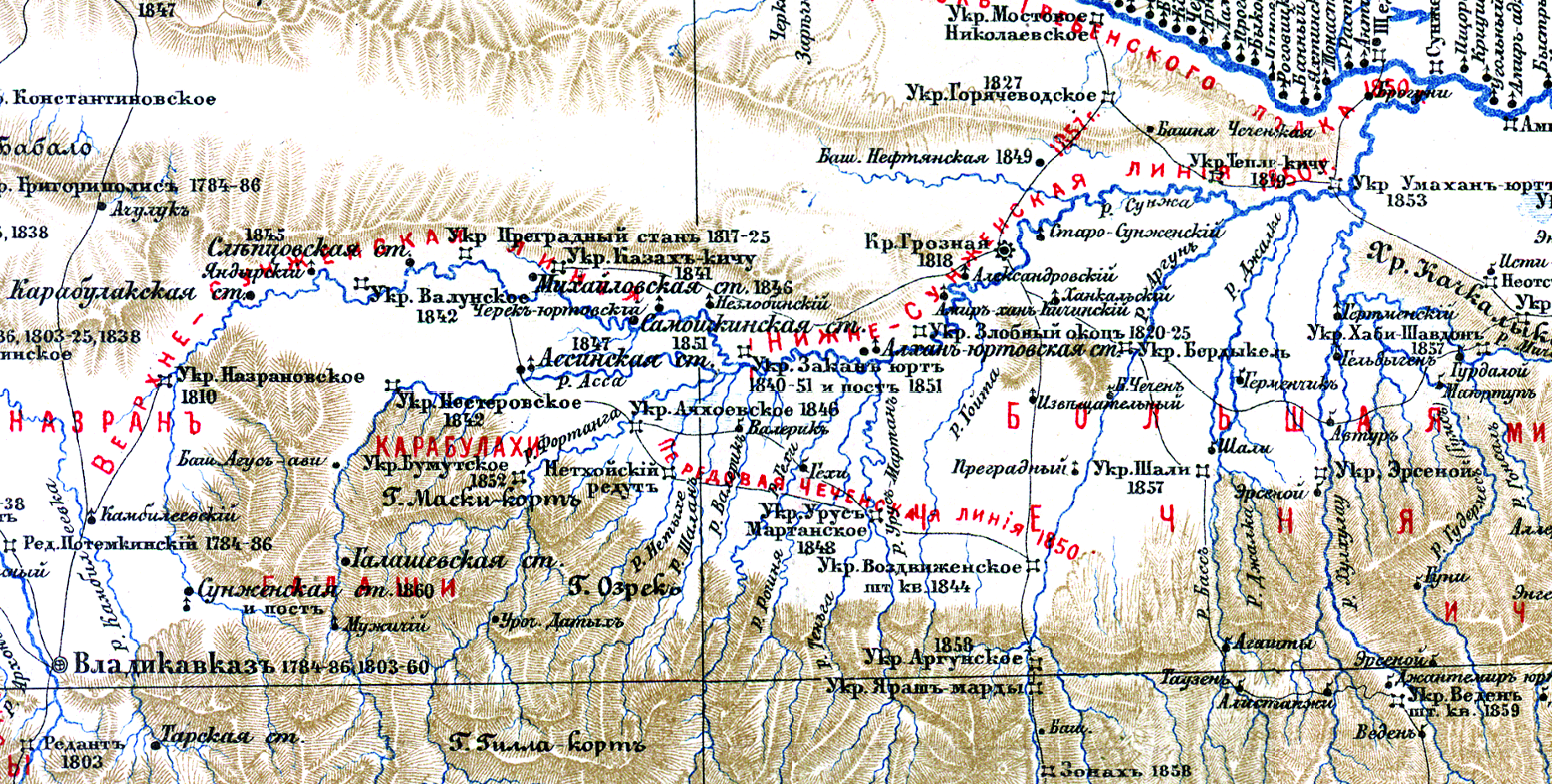
Сунженская линия на карте Е. Д. Фелицына.

Сунженская линия (также Сунженская кордонная линия, Сунженская укреплённая линия, Сунженская казачья линия) — составная часть Кавказской линии, которая была создана Российской империей для защиты российских коммуникаций и обеспечения действий русских войск в ходе Кавказской войны (1817—1864). Располагалась на левом фланге Кавказской линии.

## Замысел
С целью закрепления своего присутствия на Кавказе правительство Российской империи строило на завоёванных территориях крепости и укрепления, а также переселяло на Северный Кавказ лояльное население — в основном казаческое. Кавказская линия, образованная этой линией укреплённых пунктов, начала создаваться в начале XVIII века — в 1711 году граф Ф. М. Апраксин уговорил гребенских казаков переселиться с правого берега Терека на левый и образовать своими городками линию, которая «послужила бы связью между ниж. Кабардой и гор. Теркомъ». В связи с этим фактом, «Военная энциклопедія» 1912 года называет графа Ф. М. Апраксина основателем Кавказской линии России. Возведение укреплений продолжалось вплоть до середине XIX века.
Идея создания именно Сунженской линии, как составной части Кавказской, возникла у главнокомандующего русскими войсками на Кавказе генерал-лейтенанта П. Д. Цицианова в начале XIX века. В 1803 году им был составлен проект о создании такой линии от Екатеринодара до Владикавказа. В этом же проекте предполагалось создать линию укреплений на Сунже с целью контроля предгорного пространства. Планировалось создание 11 редутов в стратегически важных местах. Однако смерть князя Цицианова привела к отсрочке реализации проекта. В 1810 году реализовать проект безуспешно пытался генерал С. А. Булгаков.

## Реализация проекта
В 1816 году главнокомандующим русскими войсками на Кавказе был назначен А. П. Ермолов, который приступил к реализации проекта. Однако если для Цицианова целью создания линии была защита Военно-Грузинской дороги, то Ермоловым линия рассматривалась как плацдарм для покорения всего Северного Кавказа. 20 мая 1818 года Ермолов подал рапорт «О способах укрепления левого фланга Кавказской линии с краткой характеристикой населения», в котором изложил план строительства Сунженской линии. Проект, включавший в себя создание собственно Сунженской линии и основание на освобождённых таким образом территориях казачьих станиц, был одобрен Александром I.
К тому времени на Сунже существовало два небольших укрепления: Назрановский редут и укрепление Преградный Стан близ станицы Михайловской. В 1818 году были созданы крепости Грозная, Внезапная и позже возведена крепость Бурная. За два года строительство линии было завершено.
С 1830-х годов начинает возводиться новая линия крепостей и казачьих поселков. Сунженская линия пролегала через территорию, традиционно занимаемую ингушским этносом, разделяющую равнинную и горную часть ингушских земель широкой полосой.
В 1842 году Кавказскому линейному казачьему войску было приказано распространить военные поселения по Сунже. Занятие Сунженской и Кумыкской плоскостей создавало плацдарм для завоевания Кавказа. В те же годы были построены редут при Старо-Юртовском ауле, укрепления Неотступный Стан, Герзель-Аул, Амир-Аджи-Юртовское, Злобный окоп (курганы Три брата) и ряд небольших укреплений, связавших крепость Грозную с Владикавказом. Из казаков, живущих в укреплениях линии, было начато формирование Сунженского казачьего линейного полка. Одновременно с созданием Сунженской линии шло заселение казаками укреплений по рекам Кубани и Лабе.